# Telmatobius philippii
Espèce
Statut de conservation UICN

 CR B1ab(iii)+2ab(iii) : 
En danger critique
Telmatobius philippii est une espèce d'amphibiens de la famille des Telmatobiidae endémique du Chili.

## Répartition
Cette espèce est endémique d'Ollagüe dans la province d'El Loa de la région d'Antofagasta au Chili. Elle se rencontre à environ 3 800 m d'altitude.

## Étymologie
Cette espèce est nommée en l'honneur de Rodolfo Armando Philippi.

## Publication originale
- Cuevas & Formas, 2002 : Telmatobius philippii, una nueva especie de rana acuática de Ollagüe, norte de Chile (Leptodactylidae). Revista Chilena de Historia Natural, vol. 75, p. 245–258 (texte intégral).